# Alnus trabeculosa
Alnus trabeculosa — вид квіткових рослин з родини березових. Поширення: Північно-Центральний і Південно-Східний Китай, Японія.

## Біоморфологічна характеристика
Це дерево заввишки до 10 метрів. Кора сіра або сіро-коричнева, гладка. Гілки темно-сіро-коричневі, голі; гілочки сіро-коричневі, жовто запушені. Листя оберненояйцеподібно-довгасте, оберненоланцетно-довгасте або довгасте, 6–16 × 2.5–7 см, знизу смолисто залозисте, голе, за винятком бородчастих у пазухах бічних жилок, зверху голе, основа майже заокруглена, майже серцеподібна або широко клиноподібна, край віддалено дрібнопилчастий, верхівка гостра або загострена до хвостатої; бічних жилок 6–13 з кожного боку від середньої жилки. Жіночі суцвіття по 2–4 у китиці, довгасті, 1–2.5 × 1–1.5 см. Горішок широкояйцеподібний, 3–4 × 2–2.5 мм, з папероподібними крильцями ≈ 1/4 ширини горішка. Цвітіння: травень і червень, плодіння: липень і серпень.

## Середовище
Зростає на висотах від 200 до 1000 метрів. Зустрічається на берегах річок у гірських лісах. У Японії цьому виду може загрожувати втрата середовища існування через забудову, особливо в низовинах і водно-болотних угіддях, а також невибірковий збір торговцями рослинами та їхніми місцевими агентами.

## Використання
Цей вид рідко культивується.